# Gig (łódź)
Gig – dawna smukła wiosłowa łódź okrętowa, podobna nieco do welbotu, lecz o ściętej, płaskiej rufie. Wioślarze (czterech do ośmiu) usadowieni byli pojedynczo (rzadziej parami). Gigów używano zarówno do ćwiczeń, jak i komunikacji z lądem lub między okrętami floty. W Kornwalii gigi były wykorzystywane jako pilotówki.